# 上海交响乐团
上海交响乐团（英語：Shanghai Symphony Orchestra）是东亚地区历史最悠久的管弦乐团之一，是中国具有广泛影响的交响乐专业演奏团体。

## 历史
其前身是上海管乐器爱好者协会管乐队，1879年由上海租界娱乐基金会接管后定名上海公共乐队，首任指挥为法国长笛家让·雷穆萨（又译雷米扎）。1879年1月8日《字林西报》刊登的广告显示，爱美剧社当年1月16日在兰心大戏院演出托马斯·威廉·罗伯逊话剧《我们的》，由雷穆萨指挥新成立的公共乐队（原文为New Town Band）伴奏，这场演出后来被视为公共乐队的第一次公开活动。1880年雷穆萨在上海逝世，西班牙人梅尔基奥·威拉于1881年被任命为乐队指挥:153，乐队也开始由上海公共租界工部局管理。
1922年，改称为上海工部局乐队。1919年，意大利钢琴家梅百器接任指挥，在他任指挥的23年里，乐队演奏曲目更加广泛丰富，并和欧洲及世界各地来沪的著名音乐家合作演出，声名远扬，被誉为“远东第一”。
日军侵占上海租界后，上海工部局管弦乐团于1942年被解散，改组为上海音乐协会交响乐团。1943年日本大東亞省任命日本指挥家朝比奈隆担任指挥。1945年由上海市政府接管后更名为上海市政府交响乐团，1949年6月16日由上海市军事管制委员会接管并更名为上海市人民政府交响乐团。中华人民共和国成立后，乐团于1951年3月31日结束军管，更名为上海市人民交响乐团，1952年12月并入上海乐团，成为上海乐团交响乐队，1956年12月上海乐团解体后，交响乐队重新归属上海市文化局，并正式定名上海交响乐团。
上海交响乐团音乐厅位于徐汇区复兴中路1380号，于2014年9月正式启用，官方昵称为“馄饨皮”。

## 指挥
乐团实行团长制，现任音乐总监余隆，是第一位应邀指挥美国五大交响乐团之一——费城交响乐团的中国指挥家，也是与世界顶尖级交响乐团合作最多的华人指挥家。

## 主要成员
- 团长：周平
- 音乐总监：余隆
- 名誉总监：陈燮阳
- 驻团指挥：张洁敏
- 助理指挥：张橹
- 乐队首席：李沛、柳鸣